# Matelea schultesii
Matelea schultesii är en oleanderväxtart som beskrevs av G. Morillo och Carnevali. Matelea schultesii ingår i släktet Matelea och familjen oleanderväxter. Inga underarter finns listade i Catalogue of Life.